# 巴托湖
13°20′N 123°22′E / 13.333°N 123.367°E
巴托湖是菲律賓的湖泊，位於呂宋島東南部，由南甘馬粦省負責管轄，面積28.1平方公里，是該國第七大湖泊，海拔高度10米，平均水深8米。